# مهدی‌قلی میرزا (پسر محمدولی میرزا)
مهدی‌قلی میرزا شاهزاده قاجار ملقب به سهام‌الملک، پسر محمدولی میرزا و نوه فتحعلی شاه قاجار بود.
مهدی‌قلی میرزا در جنگ هرات شرکت کرده بود و مدتی سمت میرآخوری مراد میرزا پسر عباس میرزا را برعهده داشت. در سال ۱۲۹۰ قمری مسئول چاپارخانههای ایران شد و در سال ۱۳۰۲ قمری مامور فرونشاندن آشوب مشهد. او از سال ۱۳۱۷ تا یک سال بعد، حکومت یزد را برعهده داشت و در این مدت کوشید از بابی کُشی جلوگیری کند. پس از او حکومت یزد به جلال‌الدوله پسر ظل‌السلطان سپرده شد.
او از ۱۳۲۰ هـ. ق تا ۱۳۲۲ هـ. ق تولیت آستان قدس رضوی را برعهده داشت  و در همین سمت در جمادی‌الاول ۱۳۲۲ درگذشت.
سهام‌الملک بخش بزرگی از اموال خود را وقف آستان قدس رضوی کرده بود.